# Нервные связи таламуса

Таламус соединён со спинным мозгом при помощи спиноталамического пути.

Нервные связи таламуса — это пучки нервных волокон (белого вещества), представляющие собой пучки аксонов отдельных нейронов, и связывающие таламус с другими областями головного мозга, а также со спинным мозгом и органами чувств.

## Сосцевидно-таламический путь
Таламус соединён с гиппокампом множеством двусторонних нервных связей, образующих так называемый сосцевидно-таламический путь, или сосцевидно-таламический тракт. В состав сосцевидно-таламического пути входят, в частности, сосцевидные тельца, а также свод мозга.

## Корково-таламические и таламо-корковые пути
Кроме того, таламус также соединён множеством двусторонних (восходящих и нисходящих) нервных связей с различными областями коры больших полушарий головного мозга. Эти связи образуют многообразные корково-таламические и таламо-корковые проекции. Эти двусторонние реципрокные связи образуют замкнутые кольцеобразно (нередко не напрямую, а с вовлечением ядер базальных ганглиев) системы с отрицательной обратной связью, называемые таламо-корковыми или корково-таламо-корковыми системами. Среди таламо-корковых систем особое значение имеет взаимодействие таламуса с теменными дольками коры больших полушарий, образующее так называемые таламо-теменные волокна.

## Спиноталамический путь
Двусторонние восходящие и нисходящие нервные пути, соединяющие спинной мозг с таламусом, образуют спиноталамический путь, или спиноталамический тракт. В нём от спинного мозга к таламусу передаётся сенсорная информация о болевых, температурных и тактильных ощущениях, а также об ощущении зуда.
Спиноталамический путь подразделяется на две части: боковой (или латеральный, также называемый дорсальным) спиноталамический путь, который передаёт информацию о болевых и температурных ощущениях, и передний (или вентральный) спиноталамический путь, который передаёт ощущения грубого прикосновения или сдавливания, надавливания.
В свою очередь, в боковом спиноталамическом пути выделяют эволюционно более молодой неоспиноталамический путь, состоящий из большого количества тонких нервных волокон, которые быстро проводят болевые ощущения, и эволюционно более древний палеоспиноталамический путь, состоящий из меньшего количества более толстых и более медленно проводящих нервных волокон. Быстро проводящий неоспиноталамический путь играет большую роль в передаче в мозг хорошо локализованного ощущения острой боли непосредственно или вскоре после травмы, повреждения тканей, и в принятии организмом защитных мер, таких, например, как отдёргивание руки от горячего предмета. Более медленно проводящий палеоспиноталамический путь передаёт менее локализованную, более разлитую, тупую, давящую или сжимающую, реже жгучую или сверлящую хроническую боль, и играет большую роль в патогенезе различных хронических болевых синдромов.

## Таламостриарные и таламо-оливарные пути
Таламус также тесно взаимодействует с полосатым телом, обмениваясь с ним информацией по так называемым таламостриарным волокнам. С оливой таламус образует так называемый таламо-оливарный путь, он же центральный покрышечный путь.

## Мозжечково-таламо-корковый путь
И, наконец, мозжечково-таламо-корковый путь соединяет задние доли мозжечка, через зубчатое ядро и верхнюю ножку мозжечка, с вентральными ядрами таламуса и затем с моторной и премоторной корой больших полушарий мозга.